# Tamro
Tamro Oyj est une entreprise de vente en gros de produits pharmaceutiques et de santé basée à Vantaa en Finlande.

## Présentation
Fondée en 1895, Tamro Oyj est une société anonyme dont le siège social est à Vantaa et dont l'activité principale est le commerce de gros.
Sa part de marché des ventes de produits pharmaceutiques finlandais en 2015 était de 54 % et celle de son concurrent Oriola de 46 %.
Pour l'exercice financier se terminant en janvier 2024, le chiffre d'affaires de la société Tamro Oyj était de 1 714,73 millions € et le bénéfice de l'exercice était de 30,55 millions €.
Au cours de l'exercice clos en janvier 2024, l'entreprise comptait 446 employés.
Les principaux groupes de clients de Tamro sont les sociétés pharmaceutiques, les pharmacies, les hôpitaux, les entreprises de soins privées et le commerce de détail.

## Organisation
Le PDG de la société est Kai Kaasalainen. Le siège de Tamro est situé dans l'immeuble Tamrotalo à Vantaa et ses bâtiments de logistique à Tampere.
Depuis 2003, Tamro est une filiale du groupe Phoenix, qui est un grossiste allemand dans le secteur de la santé.
Les filiales et coentreprises de Tamro sont :
Medaffcon Oy
Fondée en 2009, Medaffcon fournit des services de recherche et d'expertise pour les industries pharmaceutiques et de la santé.
Pharmac Finland Oy
Fondée en 2008, Pharmac Finland Oy est une société spécialisée dans les distributeurs de médicaments, les services de sécurisation des médicaments et le développement d'outils numériques.